# Chimparta
Chimparta fue una sociedad deportiva de San Sebastián, que participó en la Bandera de la Concha de 1941.

## Historia
En 1941, la trainera del club Amaikak Bat no participó, a causa de las cargas económicas contraídas el año anterior. Muchos de sus remeros de 1940 regatearon en 1941 en la trainera del equipo de Chimparta, creado ad hoc para la ocasión.
Numerosos directivos del Amaikak colaboraron para que Chimparta pudiera participar, tanto en labores de gestión como mediante cesión de material. Por ello, la trainera se llamó Amaikak Bat en señal de agradecimiento.